# William Jordan
William John Jordan (Bromley, 8 novembre 1921 – Cambridge, 9 gennaio 2016) è stato un calciatore inglese, di ruolo attaccante o centrocampista.

## Biografia
Ha disputato nel campionato italiano di calcio una sola stagione, nel campionato 1948-49, giocando nella Juventus, proveniente dal Tottenham. Il suo acquisto fu caldeggiato dall'allenatore William Chalmers, ma, non riuscendo e non trovandosi a suo agio a Torino, anche a causa del suo carattere chiuso e introverso, dopo una ventina di partite appena mediocri decise di ritornare in Inghilterra, senza che la società opponesse, trasferendosi al Birmingham.
Durante la seconda guerra mondiale era stato ufficiale pilota della Royal Air Force facendosi molto onore nella battaglia d'Inghilterra, contro la Luftwaffe, tanto da essere decorato con il Distinguished Service Order, decorazione militare del Regno Unito e del Commonwealth assegnata agli ufficiali delle forze armate distintisi durante il servizio in tempo di guerra.

## Caratteristiche tecniche
Giocava da ala o mezzala destra, dotato di discreti fondamentali e di un perfetto controllo di palla, che gli permetteva di mantenere il possesso della sfera anche quando era pressato dall'avversario di turno, ma di scarsa mobilità e privo anche di un solo pizzico di genialità e imprevedibilità, ingredienti indispensabili per giocare in quel ruolo. Inoltre la nostalgia per la fidanzata, Molly, che aveva lasciato a Londra, con cui comunicava con lunghissime telefonate, che facevano esaurire velocemente lo stipendio mensile, fece diventare le sue telefonate oggetto di scherno da parte degli addetti ai lavori, che si dissero convinti di aver capito la ragione del suo tiro fiacco, coniando il termine tiro "telefonato".